# Robert III d’Artois
Robert III d’Artois (ur. 1287, zm. 1342) – pochodzący z rodu hrabiów Artois, potomek w linii męskiej króla Ludwika VIII Lwa. Od 1327 par Francji.

## Życiorys
Był synem Filipa d’Artois, syna hrabiego Roberta II Szlachetnego, i Blanki Bretońskiej, córki Jana II Bretońskiego. W 1309 po przegranym arbitrażu królewskim został pozbawiony tytułu hrabiego Artois na rzecz stryjny Mahaut. Do końca życia toczył walkę o jego odzyskanie. Prawdopodobnie przyczynił się do ujawnienia cudzołóstwa synowych króla Filipa IV Pięknego (afera z wieży Nesle), co doprowadziło do zamętu dynastycznego w rodzinie Kapetyngów i stało się pośrednią przyczyną wybuchu wojny stuletniej.
Przyjaźnił się z Filipem de Valois – przyrodnim bratem swojej żony, i pomógł mu w zdobyciu tronu francuskiego po śmierci Karola IV Pięknego. W początkach jego panowania próbował odzyskać hrabstwo Artois. Przedstawił dokumenty przyznające mu prawa do hrabstwa, okazały się one jednak sfałszowane. Ponadto dziwnym zbiegiem okoliczności, zmarła hrabina Mahaut, a w kilka dni później jej córka i dziedziczka, Joanna (wdowa po Filipie V). Król nie miał innego wyboru jak ostro wystąpić przeciw kuzynowi.
W kwietniu 1332 w obecności książąt krwi królewskiej, 9 parów królestwa i króla Czech, Robert został pozbawiony przez Filipa VI tytułów, dochodów oraz skazany na banicję. Osądzony początkowo schronił się u księcia Brabantu a następnie zbiegł do Anglii. Wtedy poparł roszczenia swojego dawnego wroga, Edwarda III, króla Anglii, do korony francuskiej, jako wnuka Filipa IV po kądzieli.
Brał udział w pierwszych potyczkach wojny stuletniej. Został śmiertelnie ranny podczas oblężenia zamku Vannes. Pochowano go w londyńskiej katedrze Św. Pawła.
Robert III d’Artois jest jednym z bohaterów cyklu powieści Maurice'a Druona Królowie przeklęci. Jego losy przewijają się przez wszystkie siedem tomów.

## Małżeństwo i potomstwo
Około 1320 ożenił się z Joanną de Valois, córką Karola de Valois i dzięki temu został hrabią Beaumont-le-Roger. Z Joanną miał siedmioro dzieci:
- Katarzynę, ur. 1319, zm. w Normandii w 1368, żonę Jana II de Ponthieu, hrabiego Aumale zm. 1343;
- Ludwika, ur. 1320, zm. między 1326/29;
- Jana d’Artois, zwanego „bez Ziemi”, ur. 29.8.1321, zm. 6.4.1387, hrabiego Eu, seniora de St. Valery, pochowanego w opactwie w Eu;
- Joannę, ur. 1323 i zmarłą w dzieciństwie;
- Jakuba, ur. 1325, zm. po 1347;
- Roberta, ur. 1326, zm. po 1347;
- Karola d’Artois, ur. 1328, zm. 1385, hrabiego Pézenas i Longueville.